# Ледис Голден Хоур
Ледис Голден Хоур (англ. The Ladies Golden Hour, фр. L'Heure d'Or Féminine) — шоссейная однодневная велогонка, прошедшая по территории Дании в 2006 году.

## История
Гонка прошла единственный раз в конце июля 2006 года в рамках Женского мирового шоссейного кубка UCI. 
Её маршрут был проложен в датском городе Орхус. Проводилась в формате командной гонки с раздельным стартом.
Так же эта гонка стала единственной гонкой в рамках Женского мирового шоссейного кубка UCI на территории Дании.
С 2008 в календаре Женского мирового шоссейного кубка UCI присутствовала шведская велогонка Опен Воргорда TTT, проходившая в аналогичном формате.

## Призёры
| Год  | Победитель               | Второй                | Третий                |
| ---- | ------------------------ | --------------------- | --------------------- |
| 2006 | Univega Pro Cycling Team | Buitenpoort-Flexpoint | AA Drink-Cycling Team |